# پاول پانکوف
پاول پانکوف (روسی: Павел Вадимович Панков؛ IPA: [ˈpavʲɪɫ pɐnˈkof]؛ زادهٔ ۱۴ اوت ۱۹۹۵) بازیکن والیبال اهل روسیه است.